# Franciszek I Liechtenstein
Franciszek I Liechtenstein, właśc. Franz I de Paula Maria Karl August von und zu Liechtenstein (ur. 28 sierpnia 1853 w Mödling, zm. 25 lipca 1938 w Valtice) – książę Liechtensteinu w latach 1929-1938, tytularny książę opawski i karniowski, hrabia Rietbergu, austro-węgierski dyplomata.

## Życiorys
Franciszek de Paula przyszedł na świat 28 sierpnia 1853 roku na zamku Liechtenstein w austriackim Mödling, jako drugi syn księcia Liechtensteinu Alojzego II i jego żony Franciszki Kinsky von Wchinitz und Tettau. Uczęszczał do prywatnego gimnazjum Schottengymnasium w Wiedniu. W latach 1871–1878 Franciszek studiował prawo w Wiedniu i Pradze. Po ukończeniu studiów prawniczych został przydzielony do ambasady austro-węgierskiej w Brukseli, jako tymczasowy attaché. Rok później wrócił do Wiednia, gdzie chciał zdać egzamin dyplomatyczny. Wówczas na prośbę jego starszego brata, panującego księcia Jana II Dobrego zajął się zarządzaniem majątkiem książęcym, a także wspierał brata m.in. w sprawach reprezentacyjnych.
W 1887 został ministrem spraw zagranicznych Austro-Węgier i odbywał misje dyplomatyczne m.in. w Rzymie i Petersburgu. Kiedy w 1888 roku pojawiło się zagrożenie wojną z Rosją wstąpił jako ochotnik do wojska na stopniu porucznika. Z służby odszedł dopiero w 1899 roku. W latach 1894–1898 pełnił funkcje posła cesarza Austrii Franciszka Józefa I w Petersburgu. Był to najbardziej owocny okres w relacjach austro-węgiersko-rosyjskich od zakończenia wojny krymskiej do wybuchu I wojny światowej. Największym sukcesem Franciszka de Pauli jako dyplomaty było wynegocjowanie dziesięcioletniego porozumienia z caratem w 1897. Po zakończeniu delegacji starał się powstrzymać cara Mikołaja II od wojny, jednak jego działania spotkały się z oporem w Wiedniu, dlatego mimowolnie zrezygnował.
W czasie pobytu w Rosji miał romans z rosyjską księżniczką Natalią Naryszkiną, z którą miał nawet nieślubnego syna Włodzimierza.
Kiedy powrócił do Austro-Węgier pomagał swojemu bratu w zarządzaniu majątkiem Liechtensteinów, ale angażował się także w rozwój nauki. Przyczynił się do powstania katedry historii Europy Wschodniej na Uniwersytecie Wiedeńskim, wspierał powstawanie prac historycznych, przewodniczył kilku stowarzyszeniom historycznym oraz komisji ochrony zabytków i został honorowym członkiem Austriackiej Akademii Nauk.
W trakcie I wojny światowej prowadził pociągi szpitalne Zakonu Maltańskiego i przyczynił się do powstania funduszu pomocowego dla żołnierzy. Po zabójstwie arcyksięcia Ferdynanda pojawiły się plotki, mówiące o tym, że Franciszek Liechtenstein miałby zostać wyznaczony na prezydenta Austrii, na co wskazywały jego bliskie relacje z dworem. Kiedy monarchia habsburska upadła wspierał rodzinę cesarską na wygnaniu, a także szlachtę rosyjską, która uciekła przed rewolucją październikową.
Po bezdzietnej śmierci jego brata Jana II Dobrego 11 lutego 1929 roku przejął władzę nad majątkiem i Księstwem w wieku 76 lat. W czasie I wojny światowej poznał Elsę Erős von Bethlenfalvę, wdowę po węgierskim baronie, w której się zakochał. Z powodu jej żydowskiego pochodzenia nie mógł się z nią ożenić, gdyż jego brat nie wyrażał na to zgody. Kiedy jednak Jan II zmarł kochankowie wzięli ślub, co stało się to 22 lipca 1929 roku. Książę każdego lata odwiedzał księstwo wraz z żoną i współpracował z rządem Josefa Hoopa, dając mu wolną rękę i zatwierdzając wszystkie ustawy parlamentu.
Władzy księcia sprzeciwiali się członkowie nacjonalistycznego ruchu Liechtensteińska Służba Ojczyźnie, a potem Unii Patriotycznej, którzy krytykowali m.in. żydowskie pochodzenie małżonki księcia i chcieli jego abdykacji i wprowadzenia na tron Franciszka Józefa II. 30 marca 1938 roku mianował swojego następcę tronu Franciszka Józefa II regentem, ale formalnie pozostał u władzy do śmierci, co było związane z anschlussem Austrii i rosnącym zagrożeniem ze strony Rzeszy.
Książę zmarł na zamku Feldsberg w Valticach 25 lipca 1938 roku w wieku 85 lat.

## Genealogia
| Pradziadkowie                                   | książę Franciszek Józef I (1726–1781) ∞1750 Leopoldyna von Sternberg (1733–1809)         | książę Franciszek Józef I (1726–1781) ∞1750 Leopoldyna von Sternberg (1733–1809)         | hrabia Joachim Egon zu Fürstenberg-Weitra (1749–1828) ∞ Zofia Teresa zu Oettingen-Wallerstein (1751–1835) | hrabia Joachim Egon zu Fürstenberg-Weitra (1749–1828) ∞ Zofia Teresa zu Oettingen-Wallerstein (1751–1835) | książę Józef Ernest Kinsky von Wchinitz und Tettau (1751–1798) ∞1777 Maria Rozalia von Harrach (1758–1814)      | książę Józef Ernest Kinsky von Wchinitz und Tettau (1751–1798) ∞1777 Maria Rozalia von Harrach (1758–1814)      | hrabia Rudolf von Wrbna und Freudnthal (1761–1823) ∞1785 Maria Teresa von Kaunitz-Rietberg-Questenberg (1763–1803) | hrabia Rudolf von Wrbna und Freudnthal (1761–1823) ∞1785 Maria Teresa von Kaunitz-Rietberg-Questenberg (1763–1803) |
| Dziadkowie                                      | książę Jan I (1760-1836) ∞ 1792 Józefa Fürstenberg-Weitra (1776-1848)                    | książę Jan I (1760-1836) ∞ 1792 Józefa Fürstenberg-Weitra (1776-1848)                    | książę Jan I (1760-1836) ∞ 1792 Józefa Fürstenberg-Weitra (1776-1848)                                     | książę Jan I (1760-1836) ∞ 1792 Józefa Fürstenberg-Weitra (1776-1848)                                     | hrabia Franz de Paula Kinsky von Wchinitz und Tettau (1784–1823) ∞ Teresa von Wrbna und Freudenthal (1888–1923) | hrabia Franz de Paula Kinsky von Wchinitz und Tettau (1784–1823) ∞ Teresa von Wrbna und Freudenthal (1888–1923) | hrabia Franz de Paula Kinsky von Wchinitz und Tettau (1784–1823) ∞ Teresa von Wrbna und Freudenthal (1888–1923)    | hrabia Franz de Paula Kinsky von Wchinitz und Tettau (1784–1823) ∞ Teresa von Wrbna und Freudenthal (1888–1923)    |
| Rodzice                                         | książę Alojzy II (1796-1858) ∞1831 Franciszka Kinsky von Wchinitz und Tettau (1813-1881) | książę Alojzy II (1796-1858) ∞1831 Franciszka Kinsky von Wchinitz und Tettau (1813-1881) | książę Alojzy II (1796-1858) ∞1831 Franciszka Kinsky von Wchinitz und Tettau (1813-1881)                  | książę Alojzy II (1796-1858) ∞1831 Franciszka Kinsky von Wchinitz und Tettau (1813-1881)                  | książę Alojzy II (1796-1858) ∞1831 Franciszka Kinsky von Wchinitz und Tettau (1813-1881)                        | książę Alojzy II (1796-1858) ∞1831 Franciszka Kinsky von Wchinitz und Tettau (1813-1881)                        | książę Alojzy II (1796-1858) ∞1831 Franciszka Kinsky von Wchinitz und Tettau (1813-1881)                           | książę Alojzy II (1796-1858) ∞1831 Franciszka Kinsky von Wchinitz und Tettau (1813-1881)                           |
| Franciszek I (1853–1938), książę Liechtensteinu |                                                                                          |                                                                                          | | | | | | |